# Луков, Владимир Андреевич
Влади́мир Андре́евич Лу́ков (29 июля 1948, Москва — 5 марта 2014) — советский и российский литературовед и культуролог; лауреат Бунинской премии. Доктор филологических наук (1985), профессор (1989), заслуженный деятель науки Российской Федерации (1997). Брат социолога, философа и культуролога Валерия Лукова.

## Биография и научная деятельность
В 1969 году окончил факультет русского языка и литературы МГПИ имени В. И. Ленина. 
В 1975 году в МГПИ имени В. И. Ленина защитил диссертацию на соискание учёной степени кандидата филологических наук по теме «Эволюция драматургического метода Эдмона Ростана» (специальность 10.01.05 — Литература стран Западной Европы, Америки и Австралии).
В 1985 году защитил диссертацию на соискание учёной степени доктора филологических наук по теме «Французская драматургия рубежа XVIII—XIX веков: генезис жанров» (специальность 10.01.05 — Литература стран Западной Европы, Америки и Австралии).
С 1986 по 1990 — декан филологического факультета МГПИ/МПГУ.
С 1989 года — профессор МГПИ.
С 1990 по 2000 — заведующий кафедрой всемирной литературы МПГУ.
Исполнял также обязанности председателя диссертационного совета по защитам диссертаций на степень доктора филологических наук, учёного секретаря МПГУ. 
В 1997—2004 годах — профессор, заведующий кафедрой общегуманитарных дисциплин, кафедрой теории и истории культуры, проректор по научной работе Гуманитарного института телевидения и радиовещания им. М. А. Литовчина. 
С 2004 года — в Московском гуманитарном университете; с 2008 года до конца жизни возглавлял Центр теории и истории культуры Института фундаментальных и прикладных исследований МосГУ.

## Научная деятельность
Основные научные интересы Вл. А. Лукова были связаны с филологией (история зарубежной литературы, а также теория литературы, история русской литературы, культура речи), теорией и историей мировой культуры, социологией культуры, философией и эстетикой, другими областями гуманитарного знания. Он опубликовал свыше 2000 научных, научно-методических работ, в том числе свыше 100 монографий, учебников и учебных пособий для вузов.
Вл. А. Луков выделил историко-теоретический метод филологического исследования и применил его к анализу французской драматургии рубежа XVIII—XIX веков, обосновал разделение истории литературы, культуры на стабильные и переходные периоды, выявив цикличность литературного процесса, предложил методы исследования переходных эстетических явлений. Автор обобщающей работы «История литературы: Зарубежная литература от истоков до наших дней» (М., 2003; 6-е изд. 2009).
В ней изложена теория истории литературы, представленная как формирующаяся специальная область филологии. Эта концепция реализована на материале мирового литературного процесса от первых памятников письменности до литературы XXI века. Специально исследовал генезис жанров, жанровые системы, направления, течения, движения в литературе, теорию и историю театра и драматургии. Вместе с Валерием А. Луковым обосновал общегуманитарный тезаурусный подход, который применил к характеристике широкого круга явлений мировой культуры (обобщающая работа: Луков Вал. А., Луков Вл. А. Тезаурусы: Субъектная организация гуманитарного знания. М., 2008).
Осуществил комплексное исследование европейской культуры Нового времени, предромантизма, романтизма и неоромантизма (философско-эстетические основы, литература, театр, изобразительное искусство, архитектура, скульптура, музыка, быт), наиболее значимая работа — монография «Предромантизм» (М., 2006). Область специальных исследований — история французской литературы и культуры (электронные ресурсы «Французская литература от истоков до начала Новейшего периода: Электронная энциклопедия», c 2009; «Современная французская литература: Электронная энциклопедия», с 2011), занимался проблемами русской, английской, немецкой, итальянской, испанской и других литератур, проанализировал творчество А. С. Пушкина, М. Монтеня, М. Сервантеса, Ж.-Б. Мольера, Ж.-Ж. Руссо, В. Гюго, П. Мериме, Ш. Бодлера, Э. Ростана, О. Уайльда, А. Камю и других выдающихся представителей мировой литературы. Особое внимание уделил творчеству У. Шекспира и процессам шекспиризации в европейской литературе (автор, редактор монографий, сборников трудов, статей, в том числе в электронных ресурсах «Мир Шекспира», с 2009; «Современники Шекспира», с 2011; обобщающая работа: Захаров Н. В., Луков Вл. А. Гений на века: Шекспир в европейской культуре. М., 2012).
Владимир Луков занимался изучением трудов З. Фрейда (обобщающая работа: Луков Вал. А., Луков Вл. А. Зигмунд Фрейд: Хроника-хрестоматия. М., 1999). Имеет работы в области философии и социологии культуры, культурологии. Один из научных редакторов Новой российской энциклопедии (с 2005).
Автор монографий об Эдмоне Ростане (2003) и Оскаре Уайльде (2005, в соавторстве с Н. В. Соломатиной), фундаментальных трудов «Предромантизм» (М.: Наука, 2006) и «Французский неоромантизм» (2009), многочисленных учебных пособий. В соавторстве с братом Валерием Луковым опубликовал ряд культурологических работ, в том числе монографии «Тезаурусы: Субъектная организация гуманитарного знания» (2008) и «Тезаурусы II: Тезаурусный подход к пониманию человека и его мира» (2013).

## Память
27 ноября 2014 г. в Московском гуманитарном университете, где учёный работал в последние десять лет своей жизни, в его честь была открыта памятная доска.
27 марта 2015 г. в Московском гуманитарном университете состоялись I Академические чтения памяти ученого на тему «Мировая культура в русском тезаурусе», по результатам которых был издан сборник научных трудов.
29 марта 2017 г. в Московском гуманитарном университете прошли II Академические чтения памяти Вл. А. Лукова на тему «Тезаурусы и тезаурусная сфера».
В 2018 г. в издательстве Московского гуманитарного университета вышли в трех томах энциклопедические очерки Вл. А. Лукова «Европейская культура в русском тезаурусе» (Луков Вл. А. Европейская культура в русском тезаурусе: Энциклопедические очерки : в 3 т. М., 2018).
4 апреля 2019 г. в Московском гуманитарном университете состоялись III Академические чтения памяти Вл. А. Лукова на тему «Тезаурусы и проблемы культуры», которые были приурочены пятилетию со дня смерти ученого.

### Монографии
- Луков Вл. А. Предромантизм. — М.: Наука, 2006. — 683 с. — 800 экз. — ISBN 5-02-034354-4.
- Луков Вал. А., Луков Вл. А. Тезаурусы: Субъектная организация гуманитарного знания. — М.: Изд-во Нац. ин-та бизнеса, 2008. — 784 с. — 1000 экз. — ISBN 978-5-8309-0272-4 (архивировано в WebCite / WaybackMachine).
- Луков Вл. А. Французский неоромантизм. — М.: МосГУ, 2009. — 102 с. — 100 экз. — ISBN (архивировано в WebCite / WaybackMachine).
- Луков Вл. А. Академик Д. С. Лихачёв и его концепция теоретической истории литературы. — М.: ГИТиР им. М. А. Литовчина, 2011. — 116 с. — 100 экз. — ISBN 978-5-94237-040-4 (архивировано в WebCite / WaybackMachine).
- Захаров Н. В., Луков Вл. А. Гений на века: Шекспир в европейской культуре. — М.: ГИТР, 2012. — 504 с. — 200 экз. — ISBN 978-5-94237-049-7.
- Луков Вал. А., Луков Вл. А. Тезаурусы II : Тезаурусный подход к пониманию человека и его мира. — М.: Изд-во Нац. ин-та бизнеса, 2013. — 640 с. — 700 экз. — ISBN 978-5-8309-0391-2.
- Захаров Н. В., Луков Вал. А., Луков Вл. А. Драматургия А. С. Пушкина: проблема сценичности / Н. В. Захаров, Вал. А. Луков, Вл. А. Луков и др. — М.: Изд-во Моск. гуманит. ун-та, 2015. — 412 с. — 600 экз. — ISBN 978-5-906822-63-5 (архивировано в WebCite / WaybackMachine).
- Луков Вл. А. Европейская культура в русском тезаурусе: Энциклопедические очерки : в 3 т / под общ. ред. Вал. А. Лукова; ред. кол.: Вал. А. Луков (сост., отв. ред.), Н. В. Захаров, В. Кофлер, Т. Ф. Кузнецова, В. П. Трыков; вступ. ст. Вал. А. Лукова, Т. Ф. Кузнецовой, В. П. Трыкова. — М.: Изд-во Моск. гуманит. ун-та, 2018. — Т. 1. — 560 с. — 500 экз. — ISBN 978-5-907017-18-4.
- Луков Вл. А. Европейская культура в русском тезаурусе: Энциклопедические очерки : в 3 т / под общ. ред. Вал. А. Лукова; ред. кол.: Вал. А. Луков (сост., отв. ред.), Н. В. Захаров, В. Кофлер, Т. Ф. Кузнецова, В. П. Трыков; вступ. ст. Вал. А. Лукова, Т. Ф. Кузнецовой, В. П. Трыкова. — М.: Изд-во Моск. гуманит. ун-та, 2018. — Т. 2. — 640 с. — 500 экз. — ISBN 978-5-907017-19-1.
- Луков Вл. А. Европейская культура в русском тезаурусе: Энциклопедические очерки : в 3 т / под общ. ред. Вал. А. Лукова; ред. кол.: Вал. А. Луков (сост., отв. ред.), Н. В. Захаров, В. Кофлер, Т. Ф. Кузнецова, В. П. Трыков; вступ. ст. Вал. А. Лукова, Т. Ф. Кузнецовой, В. П. Трыкова. — М.: Изд-во Моск. гуманит. ун-та, 2018. — Т. 3. — 544 с. — 500 экз. — ISBN 978-5-907017-20-7.

### Избранные статьи и доклады
- Захаров Н. В., Луков Вл. А., Гайдин Б. Н. Шекспир и новые информационные технологии в России // Информационный гуманитарный портал «Знание. Понимание. Умение». — 2011. — № 5 (сентябрь — октябрь).
- Луков Вл. А. Гуманитарные константы педагогики Макаренко // Электронный журнал «Знание. Понимание. Умение». — 2008. — № 2 — Педагогика. Психология (архивировано в WebCite).
- Луков Вал. А., Луков Вл. А. Специфика гуманитарных наук и тезаурусная концепция // Информационный гуманитарный портал «Знание. Понимание. Умение». — 2013. — № 1 (январь —  февраль).
- Луков Вл. А. Библейская притча в реалистической литературе // Информационный гуманитарный портал «Знание. Понимание. Умение». — 2014. — № 2 (март —  апрель) (архивировано в WebCite).
- Луков Вл. А. Бунинская премия // Знание. Понимание. Умение. — 2005. — № 4. — С. 173—175.
- Луков Вл. А. Д. С. Лихачёв и его теоретическая история литературы // Знание. Понимание. Умение. — 2006. — № 4. — С. 124—134.
- Луков Вл. А. Жан Батист Мольер: лекции-спектакли // Информационный гуманитарный портал «Знание. Понимание. Умение». — 2015. — № 1 (январь —  февраль) (архивировано в WebCite).
- Луков Вл. А. Неоромантизм // Знание. Понимание. Умение. — 2012. — № 2. — С. 309—312.
- Луков Вл. А. Неоромантизм во Франции // Информационный гуманитарный портал «Знание. Понимание. Умение». — 2012. — № 1 (январь — февраль).
- Луков Вл. А. Н. П. Михальская: Портрет и труды ученого // Нина Павловна Михальская: ученый и педагог  / ред. кол.: М. И. Никола, Н. И. Соколова, Е. В. Абрамовских. — Самара : СГСПУ ; М. : МПГУ, 2016. — С. 10—33.
- Луков В. А. Оскар Уайльд: портрет человека-сказки // Информационный гуманитарный портал «Знание. Понимание. Умение». — 2011. — № 6 (ноябрь — декабрь).
- Луков Вл. А. Пьетро Метастазио: опыт энциклопедической статьи о великом оперном либреттисте // Информационный гуманитарный портал «Знание. Понимание. Умение». — 2011. — № 5 (сентябрь — октябрь).
- Луков Вл. А. Реформы образования // Знание. Понимание. Умение. — 2005. — № 3. — С. 217—219.
- Луков Вл. А. Сервантес: Научный доклад для «круглого стола», посвященного 400-летию выхода в свет 1-го тома «Дон Кихота» М. Сервантеса / отв. ред. Вал. А. Луков. — М.: Изд-во Моск. гуманит. ун-та, 2005. — 25 с. (архивировано в WebCite)
- Луков Вл. А. Эпический мир «Песни о Роланде» // Информационный гуманитарный портал «Знание. Понимание. Умение». — 2011. — № 6 (ноябрь — декабрь).
- Луков Вл. А. Эрвин Пискатор // Информационный гуманитарный портал «Знание. Понимание. Умение». — 2013. — № 2 (март —  апрель).